# 蝎子旃那
蝎子旃那（学名：Coronilla emerus）为豆科小冠花属下的一个种。

## 扩展阅读
- 維基物種上的相關：蝎子旃那